# Nabari (manga)
Nabari (隠の王?, Nabari no ō, lett. "Il re di Nabari") è un manga scritto e disegnato da Yūki Kamatani. La serie ha debuttato in Giappone su Monthly GFantasy dell'editore Square Enix nel 2004, ed è terminata nel 2010. È composta in totale di 14 tankōbon. In Italia il manga è pubblicato dalla Edizioni BD sotto l'etichetta J-Pop.
Lo J.C.Staff ha creato un anime di 26 episodi tratto liberamente dal manga. Diretta da Kunihisa Sugishima, la serie ha debuttato in Giappone su TV Tokyo il 6 aprile 2008, concludendosi il 28 settembre. In Italia l'anime è stato distribuito da Dynit e trasmesso da MTV.

## Trama
Ambientata ai giorni nostri, la storia parla di Miharu Rokujou, uno studente apatico che desidera soltanto vivere una normale vita ed ereditare il ristorante di Okonomiyaki di sua nonna. All'inizio il suo più grande problema è la costante e pressante richiesta del compagno Kouichi Aizawa e del professore Durandal Tohbari Kumohira di entrare come membro del club di Nindō (lett. "Via del Ninja"). Miharu non vuole avere nulla a che fare coi presunti "ninja" ed evita i due ogni volta.
Ben presto però viene attaccato da un gruppo di veri ninja, in sua protezione intervengono Kouichi e Kumohira, a loro volta veri shinobi. In questa situazione Miharu apprende dell'esistenza del mondo nascosto dei ninja, Nabari, e il ruolo del suo compagno di scuola e del suo professore in quel mondo, e dell'Arte segreta che è dentro il suo corpo, lo Shinrabanshō. Quest'arte, che consiste nella conoscenza di tutte le cose del mondo, è la più ambita nel mondo di Nabari. Sarà questo motivo a non permettere a Miharu di ritornare alla sua vita normale e costringerlo a trovare un ruolo nel mondo di Nabari per sopravvivere.

## Personaggi

I protagonisti dell'anime

### Villaggio di Banten
Villaggio nato da una costola del villaggio di Iga, vicino all'orlo dell'estinzione. Attualmente è infatti ridotto ad un semplice club scolastico di Nindo nel mondo reale.
Miharu Rokujou (六条 壬晴?, Rokujō Miharu)
Il protagonista della serie, Miharu è uno studente di 14 anni. Malgrado possieda il più potente potere di Nabari, l'Arte segreta Shinrabanshō, ambita da tutti i ninja, Miharu non ne è interessato se non nel trovare un modo per estrarla dal suo corpo e tornare alla normale vita di sempre. Tende a mostrarsi indifferente a tutto ciò che gli succede intorno e a non esprimere dei sentimenti veri e forti.
Tobari Kumohira Durandal (雲平・帷・デュランダル?, Kumohira Tobari Dyurandaru)
Professore di Rokujo e Kouichi, ha 25 anni. Nato in Irlanda Kumohira è attualmente il ninja a capo del villaggio di Banten nel mondo di Nabari, specializzato nello sciogliere sigilli. È del tutto consacrato alla protezione di Rokujo. Ha un'innata fobia a viaggiare con i mezzi di trasporto moderni, come treni e autobus.
Kouichi Aizawa (相澤 虹一?, Aizawa Kōichi)
Koichi è uno studente di 14 anni, compagno di Miharu e sottoposto di Kumohira. Sebbene normalmente abbia un atteggiamento energico e vitale davanti alle persone, diventa serio e inflessibile davanti ai suoi doveri da ninja. La sua natura non è umana, egli è un probabilmente frutto di un esperimento fatto dal precedente detentore dello Shinrabanshō, che aveva dopo numerosi tentativi falliti, è riuscito a donare l'immortalità a diversi animali e uomini. Il più grande desiderio di Kouichi è quello di morire, è molto affascinato dalla morte e vede lo Shinrabansho come uno strumento che potrebbe aiutarlo

### Villaggio di Fuhma
Principale villaggio che si oppone all'uso del Shinrabanshō.
Kotarō Fūma (風魔 小太郎?, Fūma Kotarō)
Il capo del villaggio di Fuma, che ha scritto diversi libri riguardanti il ninjutsu e lo Shinrabanshō. Conosce tutte le tecniche ninja esistenti nel mondo di Nabari, ad eccezione delle tecniche proibite (kinjutsu) degli altri villaggi, ed è specialista della tecnica tenpenka che gli permette di trasformarsi in animali e persone. Ama le donne e infatti afferma che se avesse il potere del Shinrabanshō farebbe in modo che il villaggio di Fuma diventi un paradiso dove tutte le donne sarebbero innamorate di lui. In ogni caso, secondo Raimei, quel che dice Kotaro è per il 90% bugia.
Raimei Shimizu (清水 雷鳴?, Shimizu Raimei)
Raimei è una ragazza di 14 anni a guardia del mondo di Nabari, a capo del clan Shimizu. È inoltre una ninja di Fuma che predilige il combattimento con la spada piuttosto che l'uso dei ninjutsu, affermando di essere un samurai. Ha la tendenza a confondere le persone.
Saraba (サラバ?, Saraba)
È la seconda in comando di Kotaro. A volte si allena con Raimei finendo anche col litigare perché viene considerata dalla ragazza una vecchia. Usa un martello di legno per combattere.
Jūji Minami (南 十字?, Minami Jūji)
Piccola ninja di appena 12 anni del villaggio di Fuma che ricopre il ruolo di medico.

### Kairoshu
I Kairoshu sono una squadra d'élite di ninja che servono il villaggio di Iga, guidata da Hattori Tōjūrō.
Yoite (宵風?, Yōite)
Yoite è un ninja di 16 anni nel Kairōshū che utilizza la tecnica proibita detta Kira. Questa tecnica catapulta il "Ki" del praticante nel corpo di un obiettivo, permettendogli di controllarlo dall'interno, per esempio rompendogli le ossa o facendolo esplodere completamente. Il costo dell'utilizzo di questa tecnica è la graduale perdita di vita delle persone che la utilizzano, le quali perdono man mano i loro cinque sensi fino alla morte. Difatti, secondo il 4° volume, a Yoite rimangono circa due mesi di vita. Ha dimostrato inoltre di essere molto irascibile, infatti usa il "Kira" su di un fattorino per il semplice fatto che quest'ultimo lo ha chiamato "ragazzo carino". Yoite chiede a Miharu di esaudire un suo desiderio, ossia quello di essere cancellato dalla faccia della terra, minacciandolo di uccidere i suoi amici con il "Kira", che avrebbe presumibilmente inserito all'interno dei loro corpi.
Kazuhiko Yukimi (雪見 和彦?, Yukimi Kazuhiko)
Yukimi è il capo della squadra operativa, di cui fa parte anche Yoite, che si occupa del recupero dei rotoli delle tecniche proibite. Preferisce usare la pistola come arma e si comporta spesso in modo protettivo con Yoite, considerandolo un ragazzino che combina solo guai. Ha una sorella minore di nome Amatatsu.
Raikō Shimizu (清水 雷光?, Shimizu Raikō)
Raiko Shimizu è il fratello maggiore di Raimei. Sterminò la sua famiglia, risparmiando solo la sorella, per dimostrare la propria lealtà ai Kairoshu. Come si scoprirà in seguito in realtà uccise solo suo zio, che aveva a sua volta ucciso i suoi genitori scatenando così una guerra interna. Per non svelare la triste verità preferì far credere alla sorella di essere solo lui il colpevole della strage.
Gau Meguro (目黒 俄雨?, Meguro Gau)
Ragazzo sedicenne che venne salvato da Raiko, il quale lo introdusse al mondo di Nabari come suo assistente.

## Manga
Il manga è stato scritto e disegnato da Yūki Kamatani. È stato una delle serie della rivista shōnen Monthly GFantasy, ed è terminato il 18 agosto 2010 con la pubblicazione del capitolo 72 sul numero 9 della rivista stessa. La Square Enix ha raccolto i capitoli in tankōbon ed ha pubblicato 14 volumetti. I diritti per l'Italia sono stati acquistati dalla J-Pop, divisione della casa editrice Edizioni BD. I volumi sono usciti in Italia mensilmente dal 17 ottobre 2010 al 19 novembre 2011, tradotti da Sandro Cecchi.

### Volumi
| Nº | Data di prima pubblicazione | Data di prima pubblicazione | Data di prima pubblicazione | Data di prima pubblicazione |
| Nº | Giapponese                  | Giapponese                  | Italiano                    | Italiano                    |
| -- | --------------------------- | --------------------------- | --------------------------- | --------------------------- |
| 1  | 27 novembre 2004            | ISBN 978-4-7575-1327-3      | 17 ottobre 2010             | ISBN 978-88-6123-908-1      |
| 2  | 27 aprile 2005              | ISBN 978-4-7575-1422-5      | 12 dicembre 2010            | ISBN 978-88-6123-934-0      |
| 3  | 18 ottobre 2005             | ISBN 978-4-7575-1561-1      | 16 gennaio 2011             | ISBN 978-88-6123-846-6      |
| 4  | 27 aprile 2006              | ISBN 978-4-7575-1677-9      | 20 febbraio 2011            | ISBN 978-88-6123-852-7      |
| 5  | 27 ottobre 2006             | ISBN 978-4-7575-1768-4      | 27 febbraio 2011            | ISBN 978-88-6123-952-4      |
| 6  | 27 aprile 2007              | ISBN 978-4-7575-2007-3      | 31 marzo 2011               | ISBN 978-88-6123-962-3      |
| 7  | 27 ottobre 2007             | ISBN 978-4-7575-2128-5      | 21 maggio 2011              | ISBN 978-88-6123-988-3      |
| 8  | 27 marzo 2008               | ISBN 978-4-7575-2248-0      | 25 giugno 2011              | ISBN 978-88-6634-038-6      |
| 9  | 18 agosto 2008              | ISBN 978-4-7575-2366-1      | 24 luglio 2011              | ISBN 978-88-6634-061-4      |
| 10 | 27 dicembre 2008            | ISBN 978-4-7575-2453-8      | 27 agosto 2011              | ISBN 978-88-6634-087-4      |
| 11 | 27 giugno 2009              | ISBN 978-4-7575-2600-6      | 24 settembre 2011           | ISBN 978-88-6634-104-8      |
| 12 | 26 dicembre 2009            | ISBN 978-4-7575-2767-6      | 15 ottobre 2011             | ISBN 978-88-6634-129-1      |
| 13 | 26 giugno 2010              | ISBN 978-4-7575-2919-9      | 12 novembre 2011            | ISBN 978-88-6634-144-4      |
| 14 | 27 gennaio 2011             | ISBN 978-4-7575-2919-9      | 19 novembre 2011            | ISBN 978-88-6634-145-1      |

## Anime

Copertina dell'edizione italiana dell'anime distribuita da Dynit

L'anime, ispirato al manga, fu creato dal J.C.Staff con la regia di Kunihisa Sugishima e i 26 episodi sono stati trasmessi su TV Tokyo dal 6 aprile al 28 settembre 2008.
La serie è stata doppiata in italiano dalla società di doppiaggio CD Cine Dubbing, con direzione del doppiaggio affidata a Fabrizio Mazzotta, e pubblicata in 7 DVD dalla Dynit. Dal 28 ottobre 2008 al 5 maggio 2009 è stata trasmessa da MTV Italia, dapprima in prima visione nel contenitore Anime Night del martedì sera alle ore 21, poi dall'episodio 9 trasmesso il 27 dicembre 2008 la prima visione si è spostata al sabato pomeriggio e nell'Anime Night veniva trasmessa la replica. Dal 19 luglio 2011 l'anime è stato pubblicato per la visione in streaming sul sito Popcorn TV, ed era visibile su tale sito finché non è stato rimosso nel 2012.

### Doppiaggio
| Personaggio       | Doppiatore originale | Doppiatore italiano   |
| ----------------- | -------------------- | --------------------- |
| Miharu Rokujou    | Rie Kugimiya         | Maura Cenciarelli     |
| Tobari Kumohira   | Daisuke Namikawa     | Giuliano Bonetto      |
| Koichi Aizawa     | Satoshi Hino         | Davide Perino         |
| Raimei Shimizu    | Ayumi Fujimura       | Letizia Ciampa        |
| Fata Shinrabansho | Yukari Tamura        | Alessia Amendola      |
| Yoite             | Mitsuki Saiga        | Emiliano Coltorti     |
| Kotaro Fuma       | Ryōtarō Okiayu       | Christian Iansante    |
| Saraba            | Akeno Watanabe       | Alessandra Chiari     |
| Juji Minami       | Kimiko Koyama        | Monica Volpe          |
| Tojuro Hattori    | Jouji Nakata         | Michele Kalamera      |
| Ichiki            | Yuri Amano           | Francesca Manicone    |
| Yukimi            | Kenjirō Tsuda        | Alessandro Quarta     |
| Naoko             | Kumiko Takizawa      | Lorenza Biella        |
| Masami Yamase     | Tohru Kusano         | Stefano Mondini       |
| Korin Shimizu     | Shōko Tsuda          | Cristina Poccardi     |
| Raiko Shimizu     | Junichi Suwabe       | Stefano Crescentini   |
| Gao Meguro        | Nobuhiko Okamoto     | Gabriele Patriarca    |
| Yae Oda           | Satsuki Yukino       | Antonella Baldini     |
| Kato Soro         | Tetsuya Kakihara     | Luigi Morville        |
| Nowake Hideo      | Takumi Yamazaki      | Mauro Gravina         |
| Eugene Frosty     | Takehiko Kano        | Leslie James La Penna |

### Colonna sonora
La serie ha una sola sigla iniziale:
- Crawl, interpretata dai Veltpunch e scritta da Hidenori Naganuma

Ce ne sono invece due finali:
- Hikari, ep. 1-15, scritta ed interpretata dalla cantante giapponese Elisa con testo di Emi Nishida
- Aru ga Mama (あるがまま?), ep. 17-26, di Anamu & Maki